# Юлих-Клеве-Берг (провинция)
Юлих-Клеве-Берг (нем. Jülich-Kleve-Berg) — одна из десяти провинций, образованных в Пруссии в 1815 году после Венского конгресса. Столица — город Кёльн. В 1822 году была упразднена и вместе с провинцией Нижний Рейн образовала новую укрупнённую Рейнскую провинцию.

## История
В 1815 году по итогам Венского конгресса по окончании освободительных войн территория королевства Пруссия была значительно увеличена. В 1815/1816 годах для лучшей организации многочисленных вновь приобретённых земель в Пруссии было введено провинциальное деление. В числе десяти созданных были и две рейнских провинции — Великое герцогство Нижнего Рейна со столицей в Кобленце и Юлих-Клеве-Берг со столицей в Кёльне. Последнюю образовали не только территории, уже ранее находившихся во владениях Пруссии и окончательно закреплённые за ней Венским конгрессом, такие как Герцогство Клевское и части бывших герцогства Гельдерн и графства Мёрс, но и многочисленные новые территории в Рейнской области: герцогство Берг и большая часть герцогства Юлих (впрочем, без самого города Юлих, который оказался в составе провинции Нижний Рейн), Кёльнское курфюршество, вольный имперский город Кёльн и другие многочисленные мелкие владения. Таким образом, провинция Юлих-Клеве-Берг включила в себя территории, входящие во время наполеоновских войн в марионеточное наполеоновское Великое герцогство Берг. Включение данной территории в прусское государство проходило медленно и проблематично по причине действия здесь наполеоновского гражданского и торгового права.
Почти с самого начала образования обе провинции, Нижний Рейн и Юлих-Клеве-Берг, назывались «рейнскими провинциями». В июне 1822 года произошло их официальное объединение в новую Рейнскую провинцию.
Единственным обер-президентом провинции был Фридрих цу Солмс-Лаубах (нем. Friedrich zu Solms-Laubach).

## Административное устройство
На территории провинции существовало три административных округа:
1. Административный округ Дюссельдорф, центр — Дюссельдорф
2. Административный округ Клеве[нем.], центр — Клеве
3. Административный округ Кёльн, центр — Кёльн

В 1822 году после объединения провинций Юлих-Клеве-Берг и Нижний Рейн округ Клеве также был упразднён и полностью передан в состав округа Дюссельдорф.

## Обер-президенты
Пост обер-президента введён в Пруссии, согласно указу от 30 апреля 1815 года об улучшении провинциального управления в Пруссии (нем. Verordnung wegen verbesserter Einrichtung der Provinzial-Behörden). Провинция Юлих-Клеве-Берг за её недолгую историю имела всего одного обер-президента.
| Годы      | Обер-президент          |
| --------- | ----------------------- |
| 1815—1822 | Фридрих цу Золмс-Лаубах |